# Gershom Jaques Van Brunt
Gershom Jaques Van Brunt (28 de agosto de 1798 - 17 de diciembre de 1863) fue un militar del ejército estadounidense que participó en la Intervención estadounidense en Tabasco, como parte de la Intervención estadounidense en México. Formó parte de la Flota Mosquito comandada por el Comodoro Matthew C. Perry quien en 1847 tomó la ciudad de San Juan Bautista capital del estado de Tabasco, siendo nombrado durante la intervención, Gobernador provisional de Tabasco. También participó en la Guerra de Secesión y en muchas otras campañas militares durante los 42 años que estuvo activo en la armada estadounidense.

## Primeros años
Nació el 28 de agosto de 1798 en Monmouth County, Nueva Jersey, EE. UU.. Se enlistó en la armada estadounidense en donde llegó a obtener el grado de Comodoro. Fue hijo del matrimonio formado por Nicholas Van Brunt y Elizabeth Jaques. Gershom Jaques se casó el 11 de enero de 1827 con Elizabeth Price con quien procreó una hija llamada Sarah.
Van Brunt recibió la orden de Guardamarina el 1 de enero de 1818. Sirvió en las Indias Occidentales, y entre 1823 y 1824 en el escuadrón contra la piratería en el Caribe. Debido a sus aptitudes y destacada labor recibió el grado de Teniente el 3 de marzo de 1827, y el grado de Comandante lo obtuvo el 19 de mayo de 1846.

## Intervención estadounidense en México
Durante la Segunda intervención estadounidense en México, Van Brunt comandó el bombardero "Edna" durante las operaciones realizadas por la armada estadounidense en la toma del puerto de Tuxpan, Veracruz en abril de 1847. A la salida de la mayoría de los barcos de la Marina estadounidense del puerto, el Comodoro Matthew C. Perry dejó a Van Brunt al comando del área del río Tuxpan.

## Intervención estadounidense en Tabasco
Van Brunt, formó parte de la flota estadounidense destacada en el Golfo de México apostada en Veracruz, desde donde fue enviado a lado del Comodoro Matthew C. Perry con la intención de tomar los puertos del golfo. Llegó con la armada al puerto de Frontera en donde ya se encontraba un cuartel militar estadounidense desde 1846 encargado del bloqueo naval a Tabasco, y posteriormente la armada se dirigió a la capital del estado San Juan Bautista remontando el río Grijalva. 

### Segunda Batalla de Tabasco
El 16 de junio de 1847 al mando del bombardero "Edna", Van Brunt tomó parte en la Segunda Batalla de Tabasco en la cual las tropas estadounidenses encabezadas de nuevo por el Comodoro Matthew C. Perry atacaron la capital de Tabasco San Juan Bautista, logrando tomarla e izando la bandera estadounidense en la casa de gobierno de Tabasco a las 11:50 de la mañana.

## Gobernador provisional de Tabasco
Inmediatamente después de tomar el control de la ciudad de San Juan Bautista, y de izar la bandera estadounidense en la casa de gobierno de Tabasco, el Comodoro Matthew C. Perry nombró al General Gershom Jaques Van Brunt como Gobernador provisional de Tabasco encargado del destacamento militar de la ciudad. Esto provocó que hubiera en el estado dos gobernadores, pues el Gobernador Constitucional Justo Santa Anna gobernaba desde la villa de Tacotalpa y Van Brunt desde San Juan Bautista.
Van Brunt gobernó durante diez días la capital con grandes dificultades, pues estaba casi desolada y paralizada. Las presiones de la guerra continuaban, por lo que amenazó a los pocos habitantes que quedaban con confiscar las propiedades de quienes pretendían huir, y clausurar las tiendas de los comerciantes que no abrían. Aunado a esto, enfrentó a la guerrilla tabasqueña encabezada por el General Miguel Bruno quienes atacaban sobre todo por las noches, de tal suerte que todos los días amanecían soldados estadounidenses muertos.
El día 26 de junio llegó a San Juan Bautista el comandante Abraham Bigelow, quien por instrucciones del Comodoro Perry, sustituyó a Van Brunt en el gobierno del estado, mientras que Van Brunt pasó a ser el oficial al mando del puerto de Frontera, responsable de las acciones del bolqueo naval a Tabasco, contando para ello con el bombardero "Edna", el vapor "Scourge" y la goleta "Bonita".
Al término de la guerra, Van Brunt fue miembro de la comisión que inspeccionó la frontera de California.

## Otras acciones militares
A principios de 1861 fue ascendido a Capitán, y en mayo de ese mismo año, fue colocado al mando de la fragata "Minnesota" y asignado al escuadrón de bloqueo pirata del Atlántico, participando en diversas capturas en la costa de Carolina del Norte, Estados Unidos en agosto de ese año. Debido a sus destacadas acciones militares, el 16 de julio de 1862 fue ascendido a Comodoro.

## Guerra de Secesión
Durante la guerra de Secesión, Van Brunt al mando de la fragata "Minnesota" fue asignado a Hampton Roads, en donde participó a lado del acorazado "Monitor" en la batalla de Hampton Roads en contra del barco confederado "Virginia", ocurrida del 8 al 9 de agosto de 1862.
Van Brunt estuvo en la marina durante 42 años, de los cuales 13 años estuvo de servicio en el mar, 14 años de misiones en tierra, y 14 años en asignaciones especiales.
A finales de 1862 recibió su jubilación de la armada estadounidense. Falleció el 17 de diciembre de 1863.